# Adriano Pantaleo
Adriano Pantaleo (Napoli, 9 settembre 1983) è un attore italiano.

## Biografia
Nel 1993 esordisce giovanissimo nel cinema con i film Ci hai rotto papà di Castellano e Pipolo (uscito l'anno dopo) e Io speriamo che me la cavo di Lina Wertmüller. Diventa famoso interpretando il ruolo di Spillo nelle due stagioni della miniserie tv Amico mio (1993 e 1998), con Massimo Dapporto, con cui torna a lavorare nelle due stagioni di Casa famiglia (2001 e 2003); in quest'ultimo anno interpreta anche il ruolo di Pino, un giovane barista, nella serie tv Il bello delle donne 3.
Nel 2008 recita a teatro con lo spettacolo Gomorra, tratto dall'omonimo romanzo di Roberto Saviano. Nel 2008, nel 2010 e nel 2011 prende parte alle tre stagioni della serie TV Tutti pazzi per amore, dove interpreta Gennaro Capone (uno dei pallanuotisti allenati da Paolo, Emilio Solfrizzi). È laureato alla Sapienza - Università di Roma, in "Arti e scienze dello spettacolo". È sposato, con due figli. È apparso nella trasposizione televisiva di Natale in casa Cupiello di Sergio Castellitto, dove interpreta il figlio di Luca, e nel film Mixed by Erry.

## Filmografia

### Cinema
- Io speriamo che me la cavo, regia di Lina Wertmüller (1992)
- Ci hai rotto papà, regia di Castellano e Pipolo (1993)
- Ferdinando e Carolina, regia di Lina Wertmüller (1998)
- Vacanze di Natale 2000, regia di Carlo Vanzina (1999)
- Rosa Funzeca, regia di Aurelio Grimaldi (2002)
- Maria si, regia di Piero Livi (2004)
- Billo - Il grand Dakhaar, regia di Laura Muscardin (2006)
- Il sindaco del rione Sanità, regia di Mario Martone (2019)
- Koza Nostra, regia di Giovanni Dota (2022)
- Noi ce la siamo cavata, regia di Giuseppe Marco Albano (2022)
- Mixed by Erry, regia di Sydney Sibilia (2023)
- La vita da grandi, regia di Greta Scarano (2025)
- Nottefonda, regia di Giuseppe Miale di Mauro (2025)

### Televisione
- Amico mio, regia di Paolo Poeti – serie TV (1993, 1998)
- Mamma, mi si è depresso papà, regia di Paolo Poeti – film TV (1995)
- Casa famiglia, regia di Riccardo Donna – serie TV (2001-2003)
- Il bello delle donne 3, regia di Maurizio Ponzi e Luigi Parisi – serie TV (2003)
- Distretto di Polizia 7, regia di Alessandro Capone – serie TV, episodio 7x04 (2007)
- Tutti pazzi per amore – serie TV (2008-2011)
- 7 vite 2 – sitcom (2009)
- Per amore del mio popolo, regia di Antonio Frazzi – miniserie TV (2014)
- Mai scherzare con le stelle!, regia di Matteo Oleotto – film TV (2020)
- Natale in casa Cupiello, regia di Edoardo De Angelis – film TV (2020)
- Sabato, domenica e lunedì, regia di Edoardo De Angelis – film TV (2021)
- Nero a metà - terza stagione, regia di Claudio Amendola ed Enrico Rosati – serie TV (2022)
- La vita bugiarda degli adulti, regia di Edoardo De Angelis – serie TV (2023)
- Mina Settembre 3, regia Tiziana Aristarco – serie TV (2025)

### Cortometraggi
- Mio cugino, regia di Raffaele Ceriello (2015)

## Teatro
- Gomorra, di Roberto Saviano, regia di Mario Gelardi (2007-2012)[1]
- Santos, di Roberto Saviano, regia di Mario Gelardi (2010-2011)[1]
- La città perfetta, di Angelo Petrella, regia di Giuseppe Miale di Mauro e di Mario Gelardi. Produzione Napoli Teatro Festival (2010)[2][3]
- Educazione siberiana, di Nicolai Lilin, regia Giuseppe Miale di Mauro (2014)[1]
- 12 baci sulla bocca, di Mario Gelardi, regia di Giuseppe Miale di Mauro (2015)[4]
- Il sindaco del rione Sanità di Eduardo De Filippo, regia di Mario Martone (2017)
- Scalo marittimo, di Raffaele Viviani, regia di Giuseppe Miale di Mauro (2022)
- Premiata pasticceria Bellavista di Vincenzo Salemme, regia di Giuseppe Miale di Mauro (2024)

## Partecipazioni televisive
- Domenica in (Rai 1, 1992-1993) inviato
- Sanremo dei piccoli (Rai 1, 1993) inviato
- Il grande gioco dell'oca (Rai 2, 1994)

## Altro
- Ha insegnato al corso di recitazione cinematografica presso l'accademia dello spettacolo Nartè a Napoli.[5]